# Das Geheimnis von Daddy Langbein
Das Geheimnis von Daddy Langbein (jap. 私のあしながおじさん, Watashi no Ashinaga Ojisan, dt. „Mein Onkel/Daddy Langbein“) ist eine Anime-Fernsehserie aus dem Jahr 1990. Die Geschichte basiert auf dem Roman Daddy Langbein von Jean Webster und ist die zweite Anime-Verfilmung der Vorlage nach Ashinaga Ojisan von 1979. Der Anime ist außerdem Teil der Reihe World Masterpiece Theater.

## Handlung
Das Waisenkind Judy Abbot erhält ein Stipendium für eine angesehene Privatschule in New York. Ihren Wohltäter hat sie dabei nicht kennenlernen können und kennt nur seinen Namen, Mister Smith, und weiß, dass er wohl ein langes Bein haben muss. Allerdings schreibt sie ihm regelmäßig Briefe und berichtet aus ihrem Leben und über ihre Abenteuer. Außerdem lernt sie den reichen jungen Jerve kennen und verliebt sich in ihn.

## Produktion und Veröffentlichung
Die Serie wurde 1990 in Japan produziert. Der Anime entstand im Animationsstudio Nippon Animation als Teil der World Masterpiece Theater-Reihe. Regie führte Kazuyoshi Yokota und die Drehbücher schrieben Hiroshi Ōtsuka und Nobuyuki Fujimoto. Das Charakterdesign entwarf Shūichi Seki und die künstlerische Leitung lag bei Shigeru Morimoto. Das Titellied Growing Up (グローイング・アップ, Gurōingu Appu) sang Mitsuko Horie und das Ending Kimi no Kaze (キミの風) stammt von Mitsuko Horie und Shines.
Die japanische Erstausstrahlung erfolgte am 4. Januar 1990 auf Fuji Television. In Deutschland wurde die Serie erstmals vom 1. Januar 2001 bis zum 26. Januar 2001 auf RTL II ausgestrahlt. Von den insgesamt 40 Folgen wurden nur die ersten 20 ins Deutsche synchronisiert, obwohl in den Programmankündigungen alle 40 Folgen angekündigt waren. Die Serie wurde auch im italienischen, spanischen, französischen, polnischen und philippinischen Fernsehen gezeigt.

## Synchronisation
| Rolle            | japanischer Sprecher (Seiyū) |
| ---------------- | ---------------------------- |
| Judy Abbot       | Mitsuko Horie                |
| Jervis Pendleton | Hideyuki Tanaka              |
| Jimmy            | Bin Shimada                  |
| Julia            | Yuri Amano                   |
| Sallie McBride   | Chie Satō                    |

## Episodenliste
| Nr. | Deutscher Titel                  | Deutsche EA     | Nr. | Deutscher Titel            | Deutsche EA     |
| --- | -------------------------------- | --------------- | --- | -------------------------- | --------------- |
| 01. | Ein Montag mit Folgen            | 1. Januar 2001  | 11. | Ferien auf der Farm        | 15. Januar 2001 |
| 02. | Aller Anfang ist schwer          | 2. Januar 2001  | 12. | Ein merkwürdiger Zufall    | 16. Januar 2001 |
| 03. | Der erste Tag in der High School | 3. Januar 2001  | 13. | Sallies Mutprobe           | 17. Januar 2001 |
| 04. | Kommt er oder kommt er nicht     | 4. Januar 2001  | 14. | Der Schreibwettbewerb      | 18. Januar 2001 |
| 05. | Die Vorschriften der Miss Throne | 5. Januar 2001  | 15. | Hotdogs und Mauerblümchen  | 19. Januar 2001 |
| 06. | Ich hasse Lügner                 | 8. Januar 2001  | 16. | Eifersucht                 | 22. Januar 2001 |
| 07. | Ein Goldregen                    | 8. Januar 2001  | 17. | Judys Herz                 | 23. Januar 2001 |
| 08. | Der Brief im Papierkorb          | 10. Januar 2001 | 18. | Einladung zum Thanksgiving | 24. Januar 2001 |
| 09. | Ein schräger Vogel               | 11. Januar 2001 | 19. | Erntedankfest              | 25. Januar 2001 |
| 10. | Zurück ins Waisenhaus?           | 12. Januar 2001 | 20. | Leonores Geheimnis         | 26. Januar 2001 |